# Opiate Sun
Opiate Sun es el título del sexto EP de la banda de post-metal y shoegazing Jesu. Fue publicado en los Estados Unidos el 27 de octubre de 2009 bajo el sello discográfico Caldo Verde Records, mientras que en Japón fue publicado por Daymare Recordings el 6 de noviembre de 2009. La versión en vinilo del EP fue publicado por Aural Exploits, en una edición única de 2.000 copias.
En un principio el EP estaba destinado a incluir la alineación Justin Broadrick, Dave Cochrane y Phil Petrocelli en dos de las cuatro canciones, presentándose en las restantes canciones la alineación Justin Broadrick, Diarmuid Dalton y Ted Parsons. Finalmente Broadrick trabajó en solitario para este EP.

## Canciones
Todas las canciones fueron escritas y producidas por Justin Broadrick. La última canción es exclusiva de la versión japonesa del álbum.

### Lista de canciones
1. «Losing Streak» – 6:15
2. «Opiate Sun» – 7:09
3. «Deflated» – 6:59
4. «Morning Light» – 5:31
5. «Deflated (Demo)» – 7:02